# 마리우스 볼프
마리우스 볼프(독일어: Marius Wolf, 1995년 5월 27일 ~ )는 독일의 축구 선수이다. 그의 포지션은 윙백으로, 현재 분데스리가의 보루시아 도르트문트에서 활약하고 있다.

## 클럽 경력

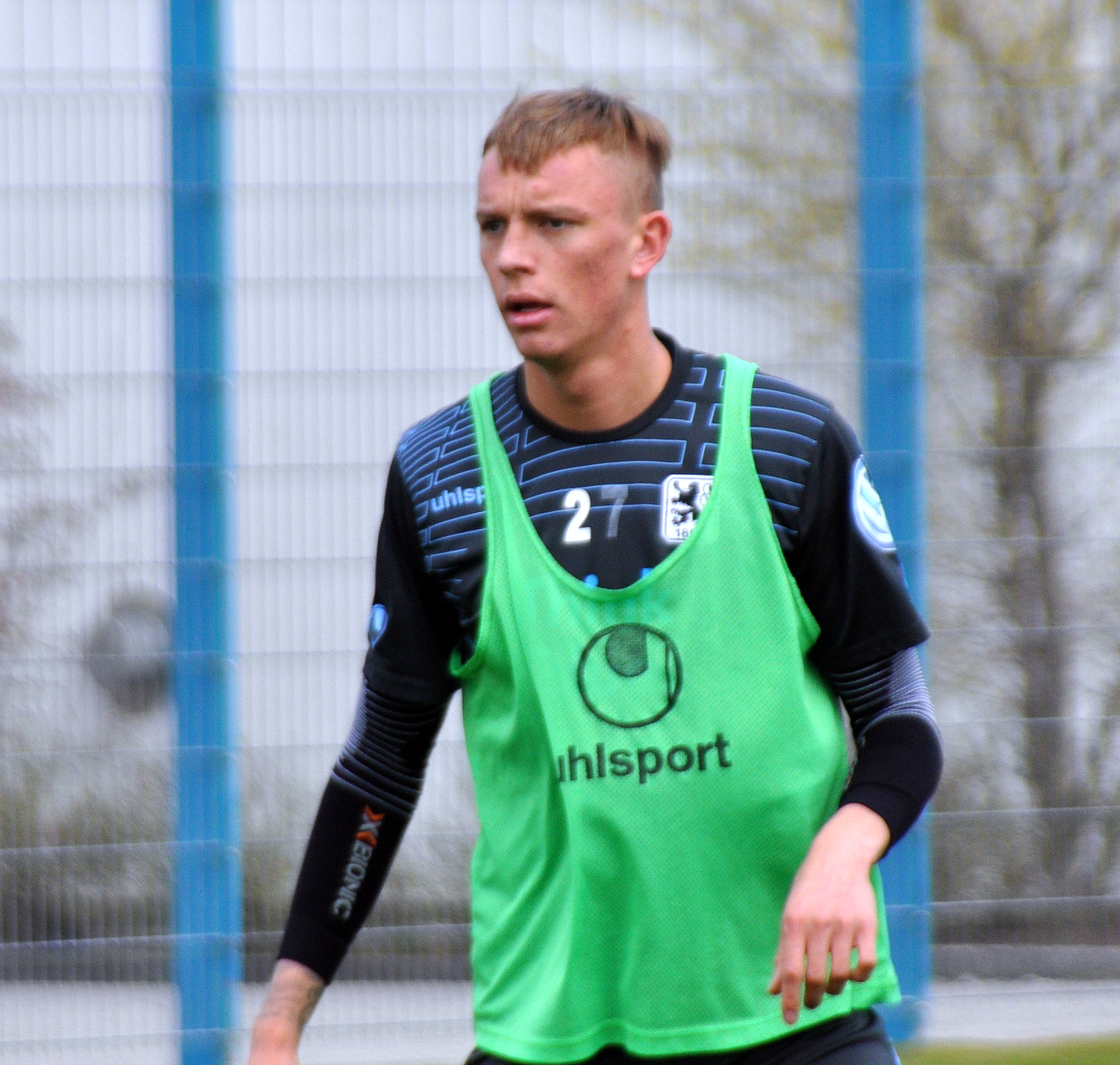
2015년 1860 뮌헨에서 볼프

1860 뮌헨 유소년 팀을 졸업한 볼프는 2014년 10월 26일, 2-1로 패한 브라운슈바이크와의 홈경기에서 72분에 발데트 라마와 교체 투입되어 2. 분데스리가 데뷔전을 치렀다. 2015년 2월 21일, 볼프는 2-1로 이긴 장크트파울리와의 홈경기에서 다니엘 아들룽의 도움을 받아 프로 데뷔골을 넣었고 팀을 2-0으로 앞서 나가게 했다. 2016년 1월 8일, 그는 하노버 96으로 이적했다.
2017년 1월, 그는 아인트라흐트 프랑크푸르트로 임대되었다. 시즌 종료 후 그의 임대 계약은 분데스리가 2017-18 시즌까지 연장되었다. 2018년 1월, 아인트라흐트 프랑크푸르트는 그를 완전 영입할 수 있는 옵션을 행사하였고, 2020년 6월까지 계약을 맺었다.
2018년 5월 28일, 언론 보도에 따르면 €5M의 이적료에 볼프는 보루시아 도르트문트와 5년 계약을 맺고 이적했다. 9월 18일, 그는 1-0으로 이긴 클뤼프 브뤼허와의 2018-19 시즌 원정 경기에서 챔피언스리그 데뷔전을 치렀다.
2019년 9월 2일, 볼프는 헤르타 BSC로 2019-20 시즌까지 임대되었다. 2020년 10월 2일, 그는 2020-21 시즌까지 1. FC 쾰른으로 임대되었다. 볼프는 이후 보루시아 도르트문트로 복귀해 주전 풀백 혹은 윙백으로 활약하기 시작했다.

## 국가대표팀 경력
2015년 11월 12일, 볼프는 2-0으로 패한 이탈리아 U-20 대표팀과의 4개국 토너먼트 경기에서 독일 U-20 대표팀 데뷔전을 치렀다.
2023년 3월 17일, 그는 페루와 벨기에와의 친선 경기를 앞두고 독일 성인 국가대표팀에 처음으로 차출되었다.

## 수상 내역
아인트라흐트 프랑크푸르트
- DFB-포칼: 2017–18[12]

보루시아 도르트문트
- DFL-슈퍼컵: 2019